# Lê Tuấn Minh
Lê Tuấn Minh (sinh ngày 21 tháng Mười năm 1996) là một đại kiện tướng cờ vua người Việt Nam. Lê Tuấn Minh đã đoạt chức vô địch cờ vua Việt Nam năm 2020.
Lê Tuấn Minh sinh ra và lớn lên ở Hà Nội, bắt đầu chơi cờ từ năm lên 8 tuổi.  Bên cạnh việc thi đấu cờ vua thì Lê Tuấn Minh còn theo học Đại học luật Hà Nội.
Vào tháng Bảy năm 2022, Lê Tuấn Minh được Liên đoàn cờ vua thế giới phong danh hiệu đại kiện tướng, và là kỳ thủ Việt Nam thứ 13 được phong danh hiệu này.